# 夏のおたより郵便葉書
夏のおたより郵便葉書（なつのおたよりゆうびんはがき）は、お年玉付郵便葉書等に関する法律に基づき日本郵便株式会社が発行していた郵便はがきの一種。愛称は「かもめ〜る」。
なお、日本郵便では顧客向けには「夏のおたより郵便はがき」という表記を行うが、プレスリリース等の正式表記では「葉書」を使用する（他の「はがき」も同様）。
毎年6月初旬に発行され、くじの抽せんは9月上旬に行われた。

## 歴史
1950年（昭和25年）から発行されており、当初は『暑中見舞用郵便葉書』と呼称していた。1986年（昭和61年）6月16日より「くじ」（懸賞）付きとなり、愛称「かもめ〜る」が付けられた。愛称の制定にあたっては、夏をイメージする「かもめ」（ただし、日本での実際のカモメは冬季に越冬のため飛来する冬鳥）と「メール」を合わせた造語で、「カモン・メール」の意味も込められている。なお、符号は長音符（ー）では無く波ダッシュ（〜）が正式である。日本郵政公社時代の2006年（平成18年）より名称が『夏のおたより郵便葉書』に変更された。
2020年（令和2年）夏のおたより郵便葉書をもって発行は終了した。以降、暑中見舞い・残暑見舞いに適したはがきとして2021年（令和3年）には『絵入り葉書』を、2022年（令和4年）以降は『夏用はがき』を販売している。いずれもくじがないなど相違点がある。
発売枚数は1993年（平成5年）の3億4千万枚がピークで、2000年代前半に急減し、2008年（平成20年）に2億1,530万枚と一旦底を打った。その後、「かもめタウン」サービスが好調だったことにより、2015年（平成27年）は2億7,138万枚、2016年（平成28年）は2億7,246万枚まで回復したものの、電子メールやソーシャル・ネットワーキング・サービス（SNS）をはじめとした電子媒体の普及、郵便料金の改定によるコスト増加などで2019年は2億1,441万枚と急減し、新型コロナウイルス感染症の影響を受けた最後の2020年（令和2年）は1億4,005万枚であった。

## くじ
年賀はがきや年賀切手と同様にくじがついていた。
年賀はがきと比較して、高額当せん品については、低額なものが高確率で当せんするように設定されていた。逆に末等の郵便切手は、2018年までは当せん品の額面が高い反面、年賀はがきと比較して当せん確率が低かった。なお2017年は、末等がQUOカードとなり、切手ではなかった。
2019年・2020年は年賀はがきの当せん品と類似の小型切手シートが100枚に1枚の当せん確率で加わった。2020年は小型切手シートの印刷不良により、引換開始が延期された。なお小型切手シートは2005年までは賞品として存在したが、2006年からはなくなっていた。

## かもめタウン
2009年（平成21年）、指定した配達地域すべてに『かもめ〜る』を配達することができる特定期間引受配達地域指定郵便（愛称「かもめタウン」） のサービスを開始した。
「かもめタウン」の取扱対象については、2021年（令和3年）6月1日から「かもめ～る」から「通常葉書」に変更された。